# ضريح روح الله الخميني
ضريح روح الله الخميني مقبرة تضم قبور روح الله الخميني وبعض أفراد أسرته مثل زوجته خديجة ثقفي وابنه الثاني أحمد الخميني بالإضافة لبعض الشخصيات السياسية البارزة مثل الرئيس الإيراني الأسبق علي أكبر هاشمي رفسنجاني ونائب الرئيس الأسبق حسن حبيبي والشخصية البارزة في الثورة الإسلامية صادق طباطبائي والسياسية مرضية حديدجي.

## أحداث
تعرض الضريح لهجوم مسلحين وانتحاري في 7 يونيو 2017، أسفر عن ضحايا وإصابات.

## معرض الصور

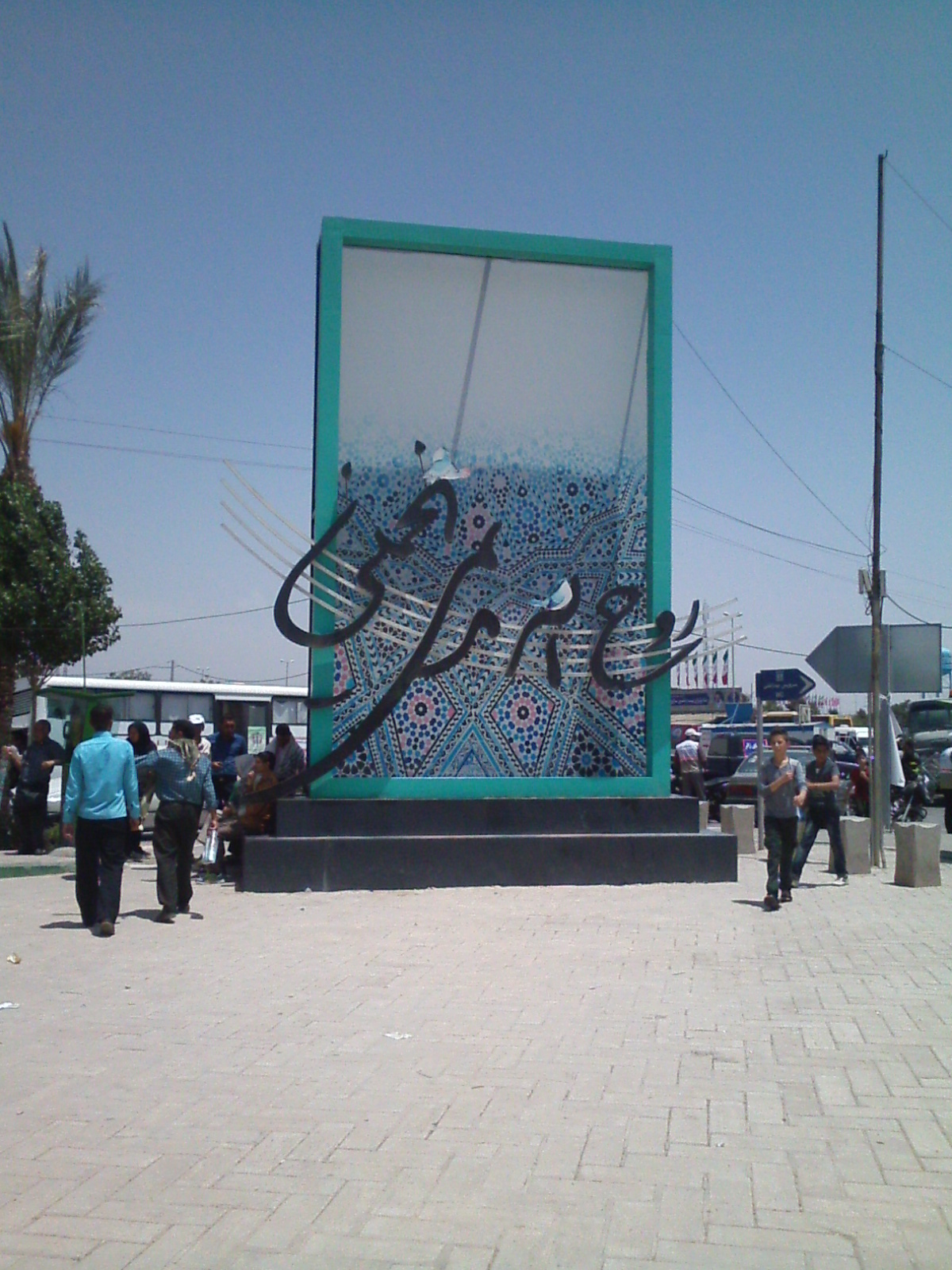
نموذج لتوقيع الخميني خارج الضريح
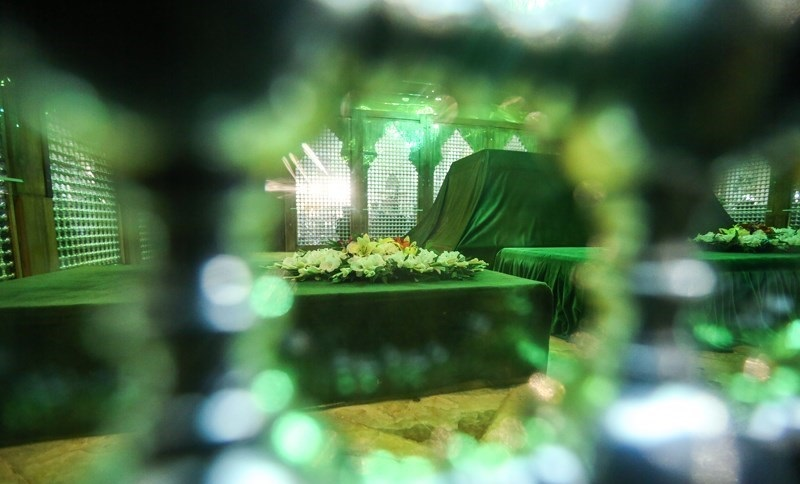
قبر علي أكبر هاشمي رفسنجاني

## أعلام
- روح الله الخميني

## روابط خارجية
- www.harammotahar.ir